# Мериньяк (Жиронда)
Мериньяк (фр. Mérignac) — город и коммуна во французском департаменте Жиронда, округ Бордо, административный центр кантонов  Мериньяк 1 и Мериньяк 2.

## Географическое положение
Мериньяк — западный пригород города Бордо и соединён с ним автобусными и трамвайными маршрутами. Здесь находится аэропорт Бордо-Мериньяк.

## История
Во время Второй мировой войны нацисты содержали в Мериньяке своих политических противников, среди прочих — премьер-министр Франции Эдуар Даладье и политик Жорж Мандель.

## Экономика и промышленность
Мериньяк находится в винодельческом регионе Бордо в области Грав.

## Достопримечательности
Несколько замков, старинная башня и церковь